# Cladonia corymbites
Cladonia corymbites är en lavart som beskrevs av Nyl. Cladonia corymbites ingår i släktet Cladonia och familjen Cladoniaceae.   Inga underarter finns listade i Catalogue of Life.